# Talang Tengah
Talang Tengah is een bestuurslaag in het regentschap Ogan Ilir van de provincie Zuid-Sumatra, Indonesië. Talang Tengah telt 2465 inwoners (volkstelling 2010).